# Has160
HAS-160 — это криптографическая хеш функция, созданная для использования с Корейской KCDSA для электронной цифровой подписи алгоритмов. HAS-160 произошёл от SHA-1, но со значительными изменениями направленными на повышение безопасности и производящий 160-битный выход. 
HAS-160 зачастую используется так же, как и SHA-1. Сначала он делит вход в блоках по 512 бит каждый и части последнего блока. Имеется функция обновления промежуточного значения хеша путём обработки входных блоков.
Хеш алгоритм HAS-160 состоит из 80 частей.